# 沙金城
沙金城，位于中国青海省门源回族自治县克图乡麻当村，为青海省市县级文物保护单位，公布日期为1988年6月11日，类型为古遗址。
沙金城的历史年代为宋。